# El Goloso (Madrid)
El Goloso es un barrio de Madrid (España) perteneciente al distrito de Fuencarral-El Pardo, situado al norte de la ciudad y delimitando el final de la misma en esa dirección. Recibe su nombre por la base militar de El Goloso.

## Ubicación
El Goloso limita al norte y oeste por el barrio de El Pardo y Tres Cantos (conecta a través de la carretera de Colmenar Viejo M-607, por el suroeste con Mirasierra, por el sureste con Valverde y por el este con el municipio de Alcobendas (conecta en Cantoblanco a través de la carretera M-616 El Goloso-Alcobendas).

## Áreas del barrio
- Montecarmelo: es el principal núcleo urbano del barrio, situado en el extremo sur de El Goloso. Posee la edad media más baja de toda la ciudad: tan sólo 32 años.[1]
- Base militar de El Goloso: sirve como acuartelamiento de la Brigada de Infantería Acorazada "Guadarrama" XII.
- Cantoblanco: campus de la Universidad Autónoma de Madrid y la Universidad Pontificia Comillas.
- Finca Finca Navajarillas y Las Jarillas. Tierras de cultivo y forestales circundantes al Monte del Pardo.
- Senda Real.

## Transportes

### Cercanías Madrid
El barrio tiene las estaciones de Cantoblanco, que da servicio al campus de la Universidad Autónoma de Madrid, Universidad de Comillas (que da servicio, como su nombre indica, a la Universidad Pontificia Comillas) y El Goloso, junto a la Base militar de El Goloso. Todas pertenecen a la C-4 de Cercanías Madrid.

### Metro de Madrid
La única estación de Metro es la de Montecarmelo, perteneciente a la línea 10.

### Autobuses

#### Líneas urbanas
Dentro de la red de la Empresa Municipal de Transportes de Madrid, las siguientes líneas prestan servicio a El Goloso:
| Línea | Terminales                       |
| ----- | -------------------------------- |
| 134   | Plaza de Castilla – Montecarmelo |
| 170   | Arroyo del Fresno - Sanchinarro  |
| 178   | Plaza de Castilla – Montecarmelo |
| N23   | Cibeles – Montecarmelo           |

Además, cuenta con numerosas líneas de interurbanos del corredor 7 y dos del corredor 8 que dan servicio a los núcleos de Cantoblanco y la base militar.